# Vogelschutzgebiet 'Weseraue'
Vogelschutzgebiet 'Weseraue' este o arie protejată (arie de protecție specială avifaunistică — SPA) din Germania întinsă pe o suprafață de 2.743,84 ha, integral pe uscat.

## Localizare
Centrul sitului Vogelschutzgebiet 'Weseraue' este situat la coordonatele 52°25′37″N 9°01′03″E / 52.4269°N 9.0175°E.

## Înființare
Situl Vogelschutzgebiet 'Weseraue' a fost declarat arie de protecție specială avifaunistică în septembrie 1983 pentru a proteja 47 de specii de animale.

## Biodiversitate
Situată în ecoregiunea atlantică, aria protejată nu include niciun habitat protejat.
La baza desemnării sitului se află mai multe specii protejate de  păsări (47): lăcar-de-lac (Acrocephalus scirpaceus), pescăruș albastru (Alcedo atthis), rață sulițar (Anas acuta), rață lingurar (Anas clypeata), rață mică (Anas crecca crecca), rață fluierătoare (Anas penelope), rață cârâitoare (Anas querquedula), Anser albifrons albifrons, gâscă de semănătură (Anser fabalis), fâsă de luncă (Anthus pratensis), rață-cu-cap-castaniu (Aythya ferina), Bucephala clangula, fugaci de țărm (Calidris alpina), fugaci roșcat (Calidris ferruginea), egretă mare (Casmerodius albus albus), Charadrius dubius curonicus, chirighiță neagră (Chlidonias niger), barză albă (Ciconia ciconia ciconia), erete de stuf (Circus aeruginosus), Cygnus columbianus bewickii, lebădă de iarnă (Cygnus cygnus), Falco peregrinus peregrinus, șoimul rândunelelor (Falco subbuteo), becațină comună (Gallinago gallinago), Grus grus grus, codalb (Haliaeetus albicilla), sfrâncioc mare (Lanius excubitor excubitor), ferestraș mic (Mergus albellus), Mergus merganser merganser, gaia neagră (Milvus migrans), gaia roșie (Milvus milvus), Numenius arquata arquata, grangur (Oriolus oriolus), vultur pescar (Pandion haliaetus), bătăuș (Philomachus pugnax), ploier auriu (Pluvialis apricaria), lăstun de mal (Riparia riparia), mărăcinar (Saxicola rubetra), mărăcinar negru (Saxicola torquatus), chiră de baltă (Sterna hirundo), Tachybaptus ruficollis ruficollis, călifar alb (Tadorna tadorna), fluierar negru (Tringa erythropus), fluierar de mlaștină (Tringa glareola), fluierar cu picioare verzi (Tringa nebularia), fluierarul de zăvoi (Tringa ochropus), nagâț (Vanellus vanellus).